# تئاتر تالین سیتی

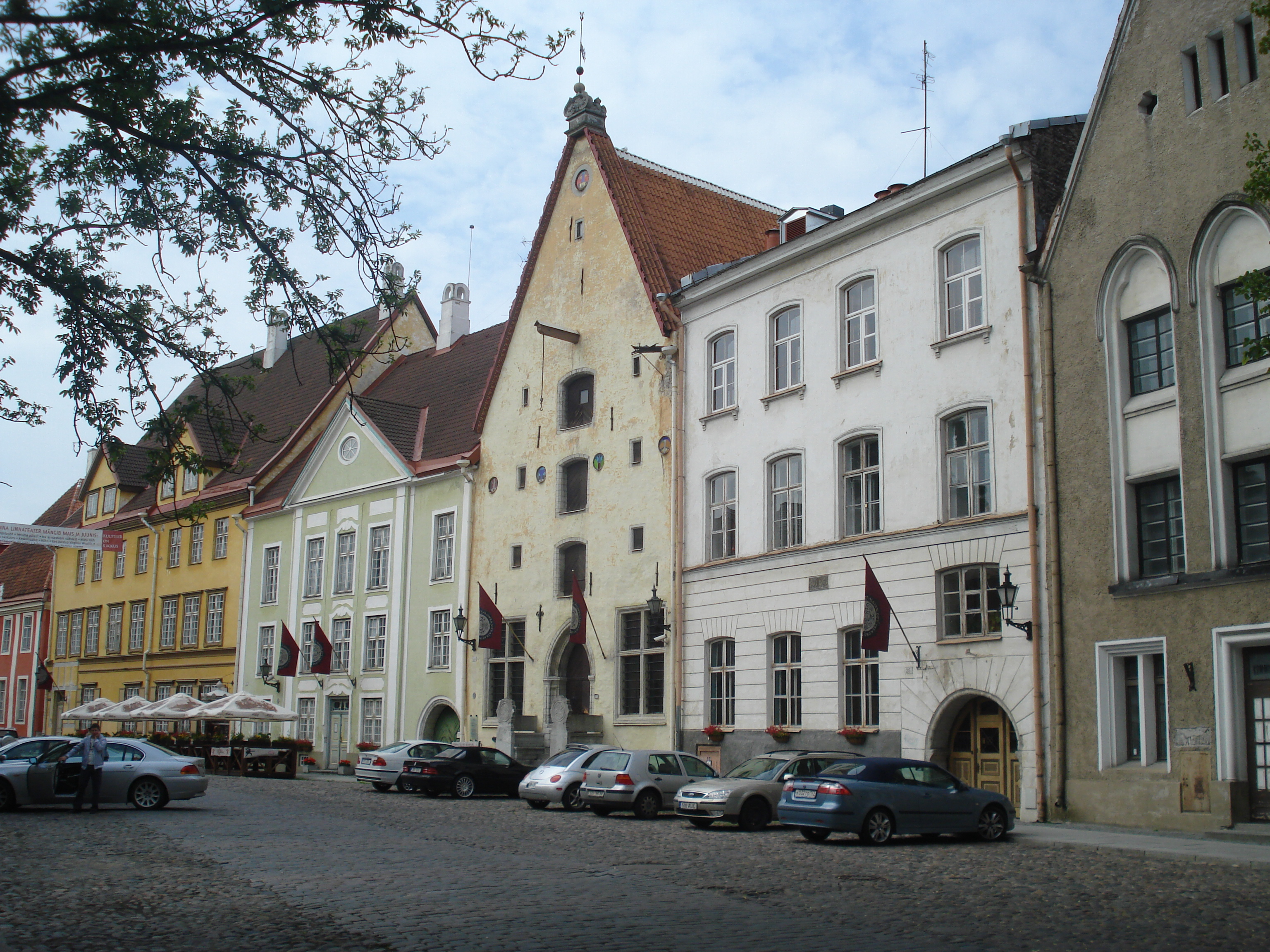
تئاتر تالین سیتی

تئاتر تالین سیتی (استونیایی: Tallinna Linnateater)  یک سالن نمایش در منطقه وانالین، تالین، استونی است.
این تئاتر در سال ۱۹۶۵ توسط تئاتر دولتی جوانان جمهوری شوروی سوسیالیستی استونی تاسیس شده است. پس از استقلال استونی در سال ۱۹۹۲ مدیریت این تئاتر بر عهده المو نوگانن قرار گرفت. تئاتر تالین سیتی هم‌اکنون میزبان طیف گسترده‌ای از انواع تئاترها است.